# آتابو
آتابو هي مدينة، في لاوس، تقع في Samakkhixay District ‏، هي عاصمة محافظة أتابيو، بلغ عدد سكانها 19,200 نسمة.

## أعلام
- تشومالي ساياسوني